# 日式炒麵

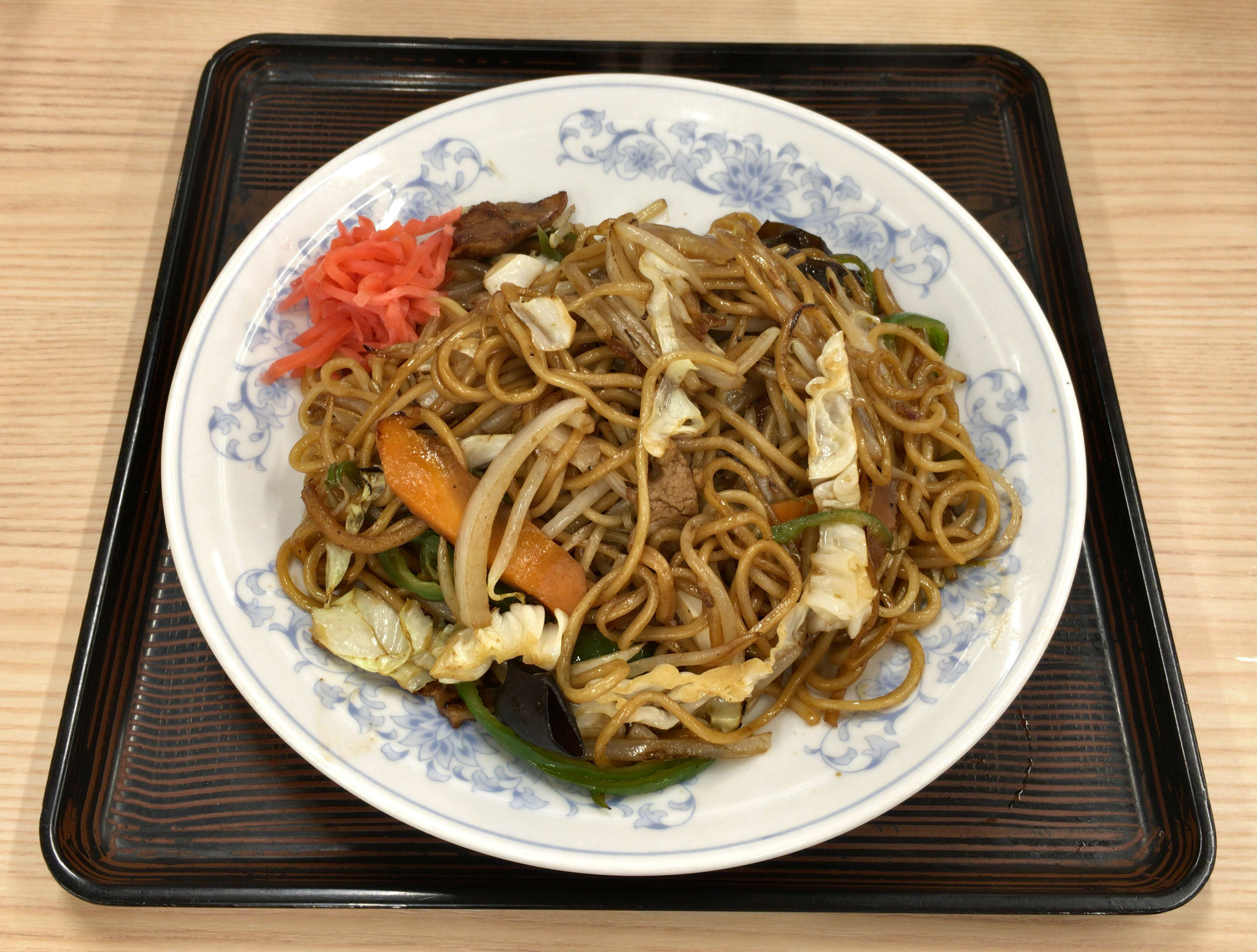
中華炒麵

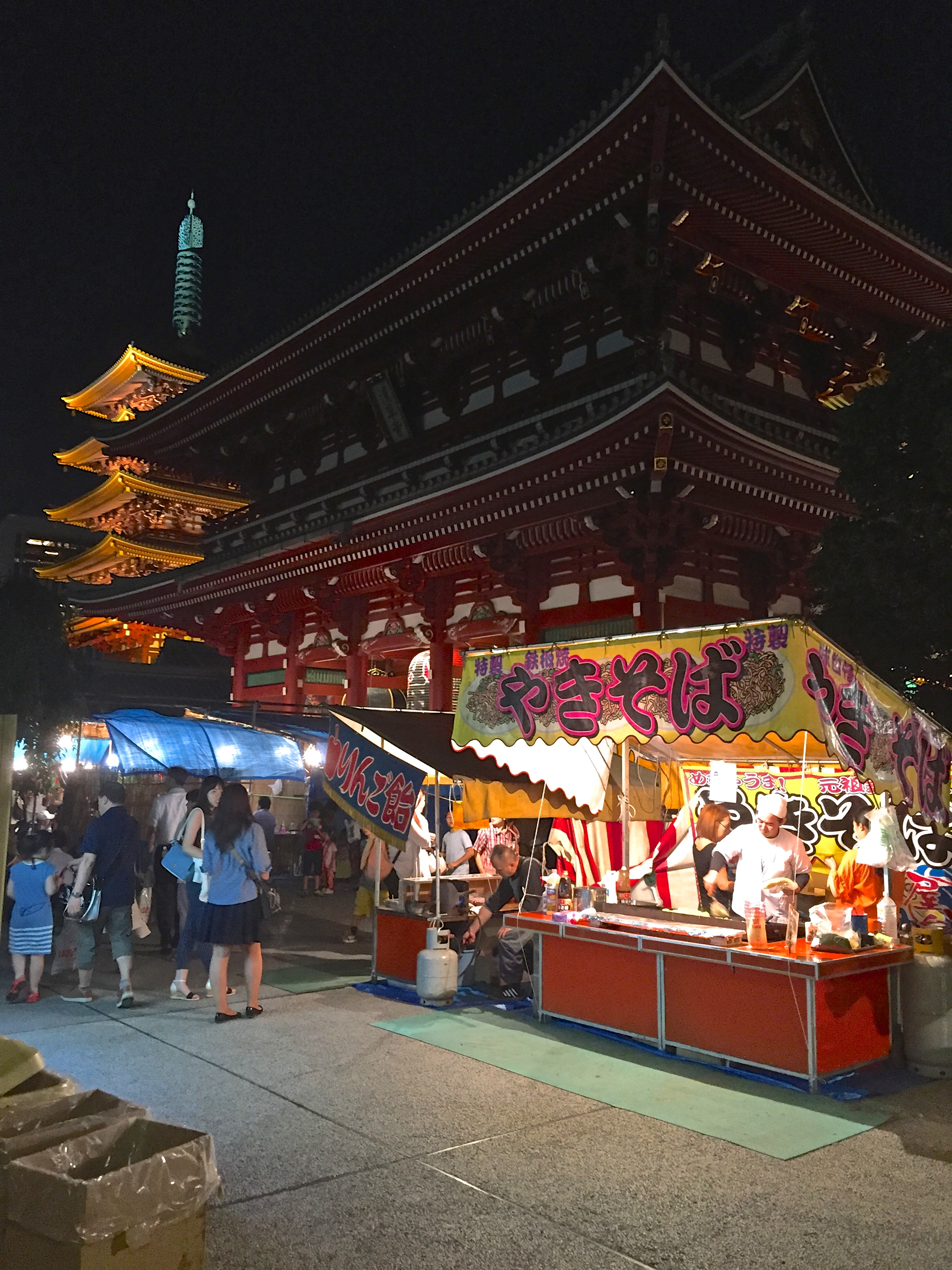

日式炒麵（日语：やきそば、焼きそば、焼き蕎麦）是日本的一種麵食，其做法是將中華麵和豬肉等肉類及高麗菜、胡蘿蔔、洋蔥、豆芽等蔬菜類食物炒製而成。日式炒麵一般多使用辣醬油調味，但近年來也有不少使用鹽來調味的做法。
中華炒麵在日本是相當常見的食物。由於做法簡單且只需鐵板就可烹飪，因此也是易於在戶外烹飪的食物，經常在戶外攤販銷售。超市、便利店的速食區也常有中華炒麵銷售。在東京等都市地區，自二戰之前即有中華炒麵出現。1950年代中期之後，隨著中華麵普及進入一般家庭，中華炒麵也成為常見的家庭料理。在零食店也有中華炒麵銷售。日清食品則是世界首個銷售速食中華炒麵的公司。

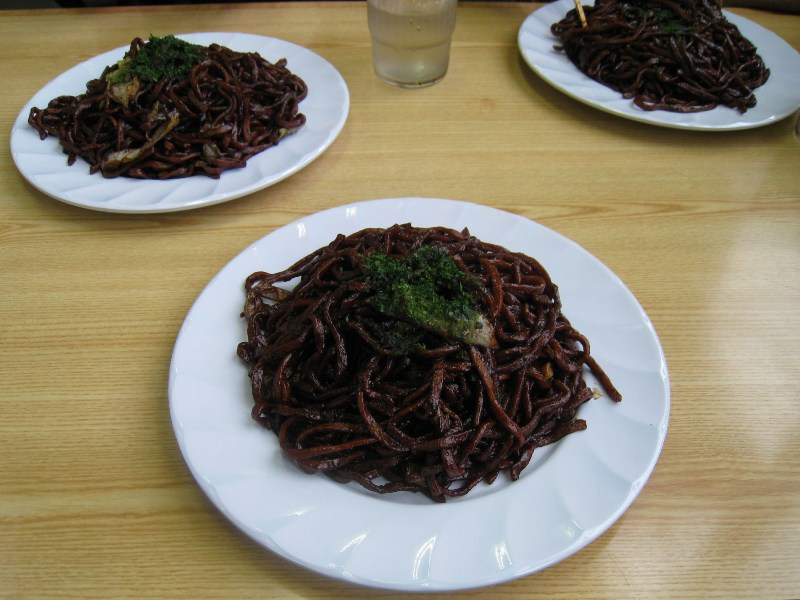
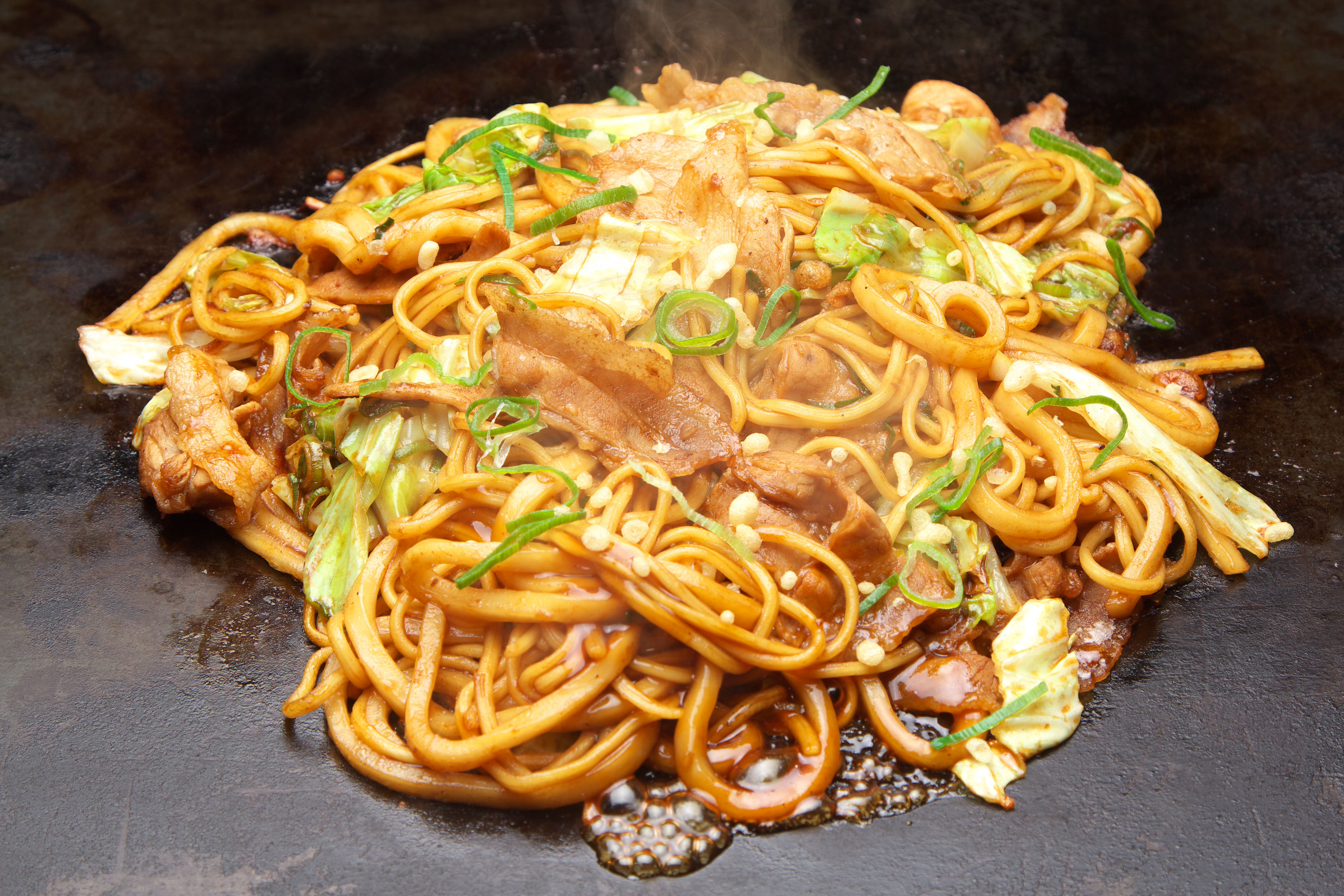
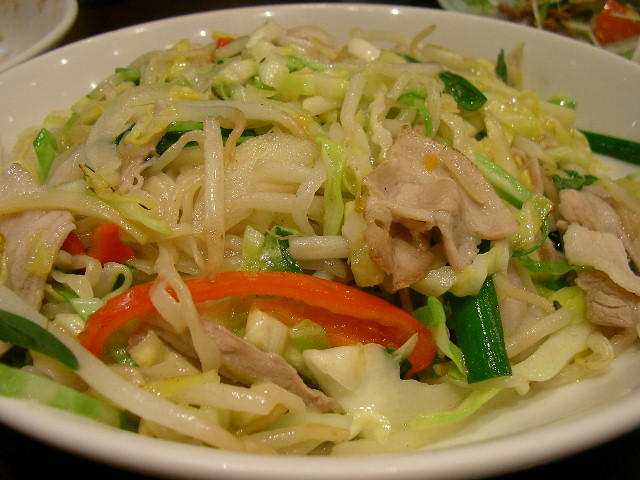
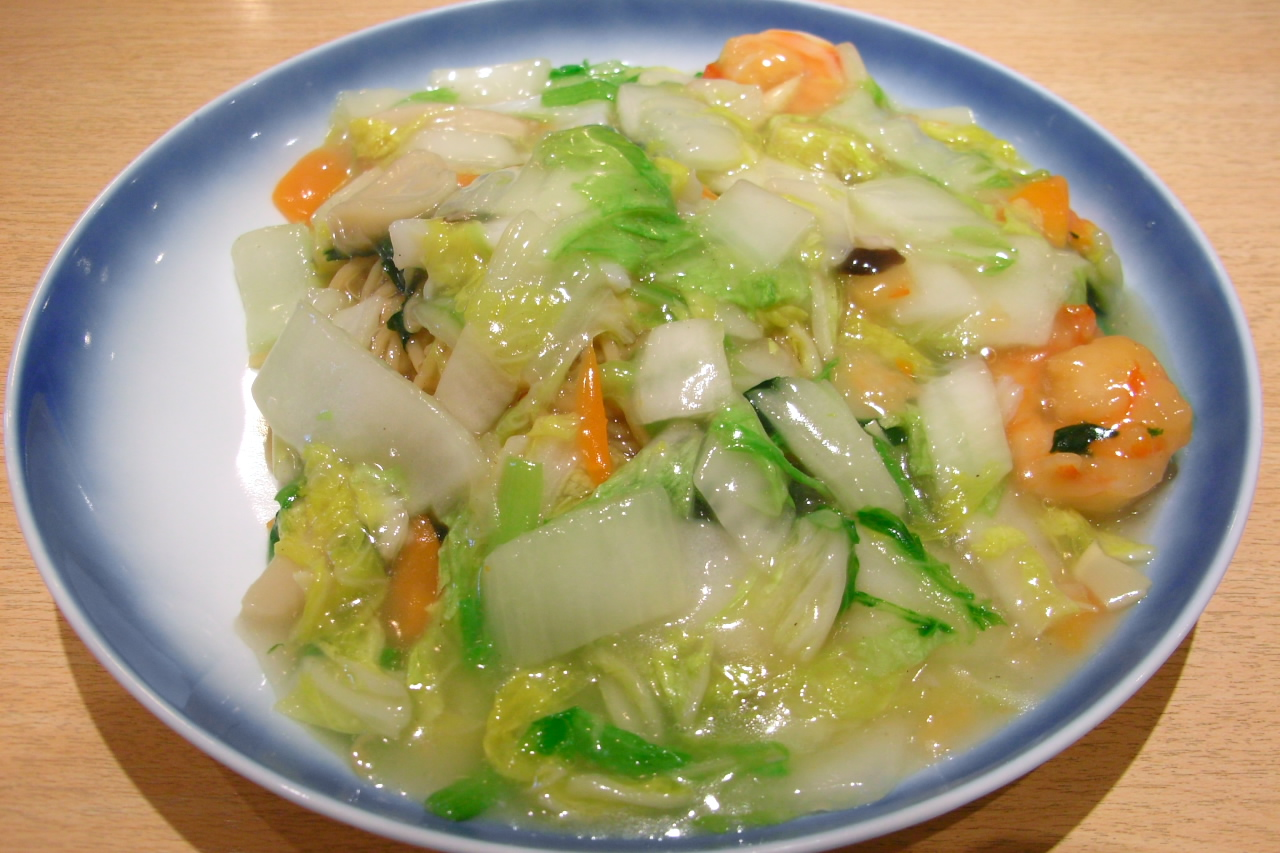

## 另見
- 小樽燴炒麵